# Малдарештиј де Жос (Валча)
Малдарештиј де Жос (рум. Măldăreștii de Jos) насеље је у Румунији у округу Валча у општини Малдарешти. Oпштина се налази на надморској висини од 436 m.

## Становништво
Према подацима из 2002. године у насељу је живело 540 становника, од којих су сви румунске националности.